# Echipa de fotbal a statului Jammu și Cașmir
Echipa de fotbal a statului Jammu și Cașmir este echipa oficială de fotbal a statului indian Jammu și Cașmir. Aceasta nu este afiliată la FIFA sau la Confederația Asiatică de Fotbal, și ca urmare nu poate participa la Campionatul Mondial de Fotbal sau la Cupa Asiei.
Singurele meciuri jucate sunt cele pentru Trofeul Santosh, o competiție indiană de fotbal.